# 彭寵
彭 寵（ほう ちょう、生年不詳 - 建武5年（29年））は、新末後漢初の武将。字は伯通。王莽や光武帝に仕え、後に北方で後漢に背いて自立した。

## 生涯

### 理財の達人
荊州南陽郡宛県（現在の河南省南陽市宛城区）の人。父の彭宏は優れた容姿を持った大食漢・大酒飲みで、前漢の哀帝の時期に漁陽太守に任じられ、北方の辺境で威光と人望があった。しかし、王莽が摂政となった際に、彭宏は王莽に味方しようとしなかったため、何武・鮑宣と共に誅殺されてしまった。
彭寵は若くして郡吏となり、地皇年間には大司空士として大司空王邑に属し、劉秀らの反新軍を迎撃することになった。ところが洛陽に到着した時、彭寵は弟の彭純が反新軍に加わっていることを知る。誅殺されることを恐れた彭寵は、同郷の呉漢と共に、父の彭宏が太守を務めていた漁陽へ逃れた。
更始元年（23年）、劉玄が皇帝に即位する（更始帝）と、北方の幽州・并州の人士を取り込むために、謁者の韓鴻を派遣する。韓鴻は、彭寵や呉漢とは旧知の同郷人であったため、韓鴻が薊に到着すると、彭寵らは韓鴻を大歓迎した。これにより彭寵は偏将軍・漁陽太守、呉漢は安楽県令に任命されている。
その後、河北鎮撫のために劉秀が到来すると、劉秀は彭寵に書面を送って招聘し、彭寵もこれに応じようとした。まもなく王郎が天子を自称して河北で挙兵すると、その檄が北方各地に伝えられ、多くの有力者が王郎に付こうとした。しかし彭寵は、呉漢の説得等もあって、上谷太守耿況と共に劉秀の支援を決断する。彭寵は呉漢に長史（太守次官）を兼ねさせ、都尉厳宣・護軍蓋延・狐奴県令王梁に歩兵・騎兵3千を率いさせて、劉秀の下に送った。これにより彭寵自身は、劉秀から建忠侯に封じられ、大将軍に任命されている。
この時の彭寵は軍略よりもむしろ理財にその辣腕を発揮した。彭寵の後方支援により、王郎討伐において劉秀軍への補給は途絶えることがなく、その貢献は計り知れないものがあった。

### 朱浮との対立
彭寵は大功があったが、それを鼻にかけて次第に傲慢な態度が目立ち始める。また、建武元年（25年）に劉秀が皇帝に即位した（光武帝）際に、部下にあたる呉漢や王梁が三公に任じられたにもかかわらず、彭寵には何も沙汰がなかったため、彭寵は激しく不満を募らせるようになった。その一方で、漁陽郡他の監察役に当たる幽州牧朱浮が城蔵を開いて貧者に食料を与えようと州内に命じたところ、彭寵は戦時中であるため城蔵を開いてはならないと抗ったことから、幽州の統治方針を巡って朱浮と激しく対立することになった。しかも朱浮は、光武帝にしばしば彭寵を讒言した。これを知った彭寵は、ますます朱浮への不満・憎悪を募らせた。
建武2年（26年）春、光武帝は詔を下して彭寵を召し寄せたが、朱浮が自分を讒言していると思った彭寵は、朱浮を共に召還して欲しいと光武帝に願った。また彭寵は、朱浮が自分を陥れようとしていると、元部下の呉漢や蓋延に手紙を送って訴えている。しかし結局、光武帝は朱浮の召還は認めず、彭寵は益々疑心暗鬼に陥った。結局彭寵は、やはり朱浮に反感を抱いていた妻や部下の勧めに従って、召還に応じないことにした。なお光武帝の方は、朱浮から彭寵が不満を抱いているという話を聞いても、それを笑って受け流していた。

### 謀反と最期
光武帝は、彭寵を宥めるため、その人質とされていた従弟の子后蘭卿を送り返したが、彭寵は子后蘭卿を自軍に留め、ついに光武帝に叛旗を翻し、薊県に駐留する朱浮を攻撃した。この時、彭寵は上谷太守の耿況も味方に誘ったが、耿況は彭寵の使者を斬って拒否している。彭寵は、光武帝が派遣した游撃将軍鄧隆の軍を撃破し、さらに朱浮をも撃ち破って薊を占領し、燕王を称した。また、彭寵は匈奴の呼都而尸道皋若鞮単于に貢物を贈ってその支援を受け、斉の張歩や富平軍・獲索軍（北方の地方軍）とも同盟し、一大勢力を築いたのである。
建武4年（28年）、彭寵と弟の彭純は、匈奴の軍勢とともに二手に分かれ、涿郡に駐屯する漢軍（良郷の祭遵・陽郷の劉喜）を攻撃し、匈奴の騎兵は軍都を通過した。しかし、復胡将軍耿舒に邀撃され、匈奴の二王が斬られ、彭寵は敗走した。さらに、追撃してきた耿舒とその父の耿況に軍都を奪還されている。
建武5年（29年）春、彭寵とその妻は、奴僕の子密に自宅で暗殺され、2人の首級は光武帝に差し出された。この件については、以下のような逸話が残されている。ある時、彭寵の妻が何日にも渡って悪夢でうなされることがあったため、占師たちに見てもらうと、誰もが、これは謀反が起きる兆しである、と述べた。すると彭寵は、光武帝の下から戻ってきた子后蘭卿を真っ先に疑い、また兵を自身の傍らではなくその外に置くようになった。その結果、子密による暗殺が生じたという。
子の彭午が尚書の韓立に燕王として擁立されたが、彭午も同年に国師の韓利に殺害され、彭寵の宗族はことごとく処刑された。